# Amédée de Faucigny
Pour les articles homonymes, voir Amédée Ier.
Amédée de Faucigny est évêque de Maurienne du XIIe siècle, sous le nom Amédée Ier, issu de la maison de Faucigny.

## Biographie

### Origines
La généalogie d'Amédée de Faucigny et de sa famille est connue à travers un acte de 1119, concernant un don fait à l'église de Contamine-sur-Arve, publié notamment dans le Régeste genevois (1866). Il semble ainsi être le fils du seigneur de Guillaume Ier (Willelme) de Faucigny,,, dit le Sage et de Ottilie (Utilie). Il aurait pour frère, le seigneur Raoul/Rodolfe/Rodolphe (I) (pt), Gérold, évêque de Lausanne,,. Il serait ainsi le neveu de l'évêque de Genève, Ardutius de Faucigny (1135 – 1185) (Angley dit oncle). Enfin, il est neveu de l'évêque de Maurienne, Conon I (v.1081 – ap.1112), et du comte de Genève, Gérold, frère de l'évêque.

### Épiscopat
L'année d'accession d'Amédée de Faucigny au siège de Maurienne n'est pas connue. Selon Angley, un document pouvant être de l'année 1112 pourrait lui être associé. Les auteurs plus récents donnent plutôt l'année 1116. Le médiéviste Florian Mazel donne, dans un ouvrage de 2016, les dates de 1116 à 1124. Il porte le nom d'Amédée Ier,.
Il est considéré comme un réformateur. Il est mentionné comme évêque en 1119, « Amadei Morianensis », dans la charte du 2 septembre 1119,. Il serait à l'origine de plusieurs faux ayant servi « à soutenir la cause de Maurienne auprès de la papauté ». Angley souligne que des liens ont du exister entre l'ancien archevêque de Vienne, le futur pape Calixte II, et son suffragant, liens ayant servi à obtenir certains avantages. Le pape finit par consentir la restitution de biens ou encore la confirmation des droits de l'évêché de Maurienne sur le prieuré Sainte-Marie de Suse et de ses bénéfices, vers 1123,,.
L'évêque, en tant que seigneur propriétaire de ses domaines, donne les deux églises des Villards « ecclesias de Villariis » et tous les droits associés au Chapitre de la cathédrale,.
Il est encore présent au concile régional de Vienne, tenu en 1124,, convoqué par Pierre Ier, archevêque de Vienne, où l'on décide de frapper d'anathème tous les usurpateurs des biens ecclésiastiques.
Amédée de Faucigny meurt peu de temps après ce concile, puisque son nom n'est plus mentionné au-delà de l'année 1124. De même son lieu de sépulture n'est pas connu.